# Vorkstation

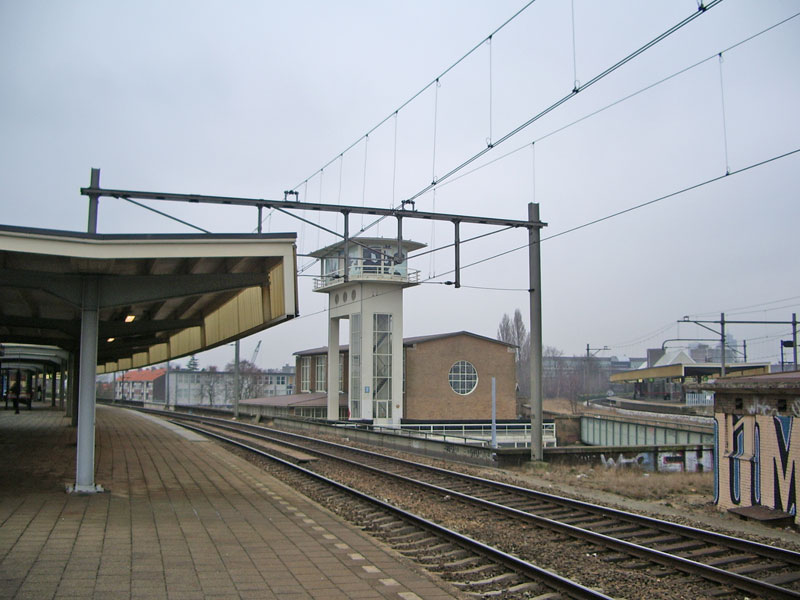
Amsterdam Muiderpoort, met op de voorgrond de sporen richting Weesp, uiterst rechts de sporen richting Utrecht/Rotterdam.

Een vorkstation (ook wel wigstation genoemd) is een station dat gelegen is langs twee spoorlijnen, die iets buiten het station bij elkaar komen. Er liggen perrons langs beide spoorlijnen, en die liggen op dat punt niet evenwijdig. Het stationsgebouw staat vaak tussen de beide spoorlijnen, in de oksel waar de lijnen samenkomen.

## Vorkstations in Nederland
Nederland heeft of had de volgende vorkstations:
- Amsterdam Muiderpoort
- Landgraaf
- Schin op Geul is sinds 21 januari 2007 weer een vorkstation. Een van de spoorlijnen wordt enkel aangedaan door de toeristische Zuid-Limburgse Stoomtrein Maatschappij.
- Hoek van Holland Haven was een twijfelgeval. Het station lag aan de doorgaande lijn naar het Station Hoek van Holland Strand en aan de doodlopende lijn bij de haven (met overstap op de boot). Aangezien de perrons op enige afstand van elkaar lagen, kon dit een vorkstation worden genoemd. Vanaf 2019 is het station in gebruik genomen als metrostation, het is sinds 2017 geen vorkstation meer.
- Kesteren was een vorkstation, maar heeft een van de aansluitende lijnen verloren en is dus geen vorkstation meer.
- Amsterdam Sloterdijk is een kruisingsstation en een dubbel vorkstation. De sporen 9 en 10 (van Zaandam naar Schiphol v.v.) vormen een vork met 11 en 12 (van Amsterdam Centraal (via noordelijke route) naar Schiphol v.v.) en ook met 3 t/m 8 (van Zaandam en Haarlem naar Amsterdam Centraal (via zuidelijke route)).
- Tramhalte Randweg in Rotterdam is eveneens een vorkhalte. Hier scheiden de tramlijnen 20 en 25 zich van tramlijn 2.
- Tramhalte Wouwermanstraat in Den Haag is een vorkhalte. Tramlijn 9 scheidt hier van tramlijnen 11 en 12.

### Schin op Geul
Nadat de NS in 1992 de internationale lijn van Maastricht naar Aken staakte, raakte de "Miljoenenlijn" in onbruik. In 1995 werd daarop de aansluitende wissel bij Schin op Geul verwijderd. De ZLSM, die 1995 een museumdienst startte, had de wens om de exploitatie van Kerkrade Centrum naar Schin op Geul te verlengen naar Valkenburg. Deze wens werd op 21 januari 2007 in vervulling gebracht en ProRail herstelde de aansluiting. Door deze herstelling is station Schin op Geul weer een vorkstation. Sindsdien rijdt de ZLSM ook door naar Valkenburg. Dit doorrijden is in 2017 gestopt wegens een gebrek aan machinisten die op de hoofdbaan naar Valkenburg mogen rijden.

### Landgraaf
Station Landgraaf is qua indeling geen typisch vorkstation. Ten westen van het station komen de spoorlijn Sittard - Herzogenrath en de spoorlijn Schaesberg - Simpelveld (Miljoenenlijn) bij elkaar. Ten oosten van Landgraaf kruisen de spoorlijnen elkaar, de Miljoenenlijn gaat hier middels een brug over de spoorlijn naar Herzogenrath. Station Landgraaf ligt hierdoor niet in een duidelijke oksel omdat de lijnen bijna parallel liggen, maar wel tussen de twee spoorlijnen die geen eilandperron delen in verband met het hoogteverschil.

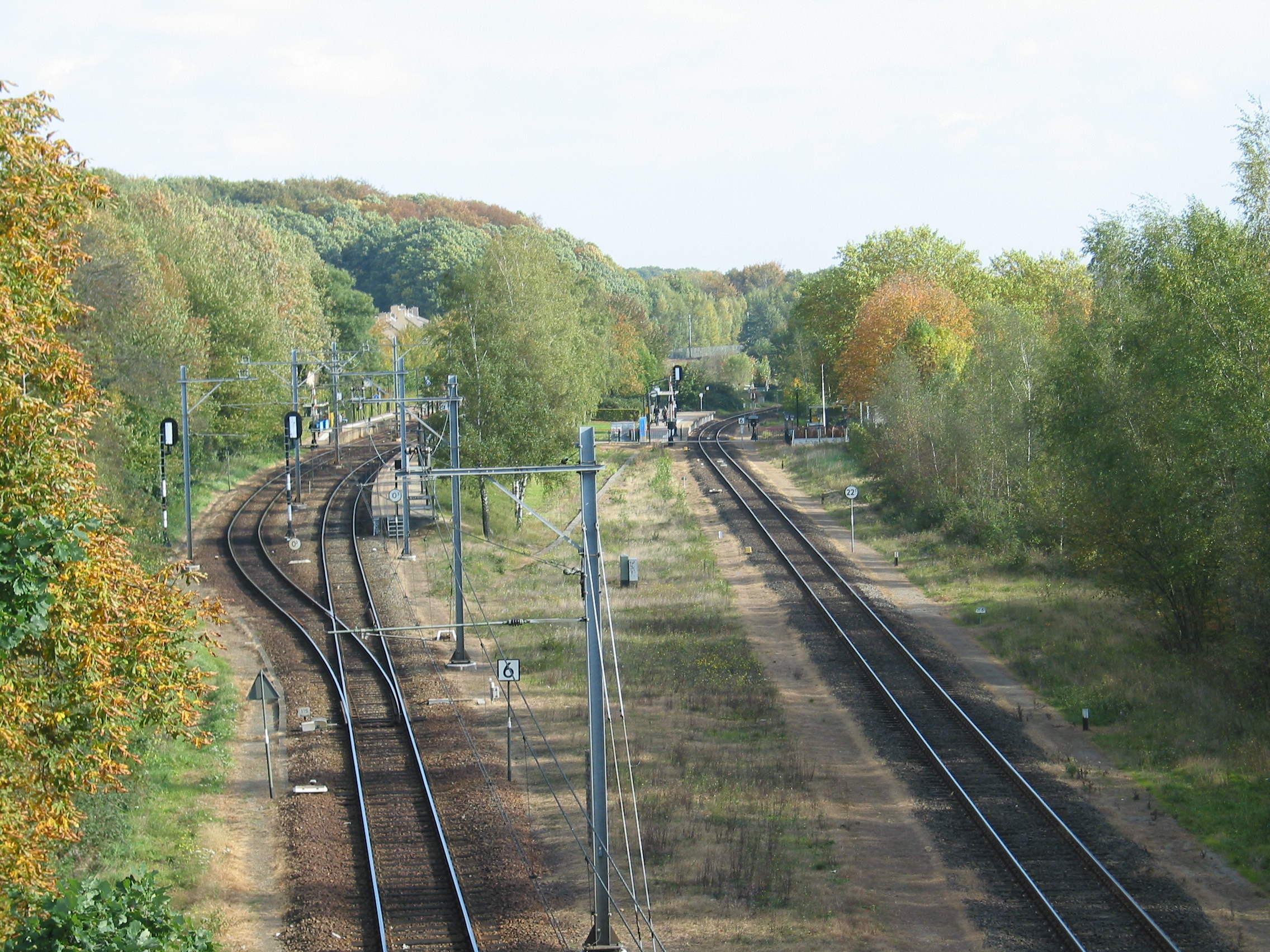
Links de sporen naar Kerkrade (Miljoenenlijn), rechts het spoor naar Herzogenrath

### Barneveld Noord
Als de plannen doorgaan om bij station Barneveld Noord een perron langs de lijn naar Apeldoorn te bouwen, dan ontstaat daar een vorkstation.

### Halte Vork
De voormalige halte nabij de splitsing aan het oostelijke uiteinde van de Betuwelijn werd simpelweg Vork genoemd, deze halte lag echter aan de andere zijde (ten westen) van de vork en was dus geen vorkstation.

## Vorkstations in België
Voorbeelden in België:
- De Pinte tussen spoorlijn 75 en spoorlijn 86
- Ottignies tussen spoorlijn 161 en spoorlijn 140
- Pepinster tussen spoorlijn 37 en spoorlijn 44
- Weerde ligt tussen spoorlijn 25 en de evenwijdig lopende spoorlijn 27.
- Willebroek was vroeger een vorkstation tussen spoorlijn 54 en spoorlijn 61, maar deze laatste is opgeheven.
- In Mortsel is, met een beetje goede wil, ook een vorkstation te bespeuren, ware het niet dat de noordelijke kant van het station Mortsel en de zuidelijke kant Mortsel-Deurnesteenweg heet.

## Vorkstation in Duitsland
Voorbeeld in Duitsland:
- Station Hameln

## Vorkstation in Frankrijk
- Station Figeac

## Vorkstation in Zweden
Voorbeeld in Zweden:
- Station Öxnered